# André Amaro
André Fonseca Amaro (* 13. August 2002 in Coimbra) ist ein portugiesischer Fußballspieler, der aktuell bei al-Rayyan SC unter Vertrag steht.

## Karriere

### Verein
Amaro begann seine fußballerische Ausbildung bei den beiden Amateurklubs Naval 1° de Maio und Académica-SF, wo er zusammen von 2011 bis 2018 spielte. Anschließend nahm in die Jugendakademie von Vitória Guimarães unter Vertrag. In der Saison 2019/20 kam er zu einem Einsatz in der U23 Revelacão Liga. Am 21. Dezember 2020 (10. Spieltag) debütierte er in der Primeira Liga für die Profis bei einem 4:0-Sieg über den CD Santa Clara, als er spät eingewechselt wurde. Bei einem 2:0-Sieg über den Moreirense FC schoss er in der Startelf stehend das 1:0 und somit sein erstes Tor im Profibereich. In der gesamten Saison 2020/21 kam er zu insgesamt zwölf Ligaeinsätzen und schoss dieses eine Tor. Nach lediglich sieben Ligaspielen in der Saison 2021/22 konnte er sich in der folgenden Spielzeit 2022/23 als Stammspieler bei dem Erstligisten durchsetzen.
Im Sommer 2023 verließ er den Verein und wechselte nach Katar zu al-Rayyan SC.

### Nationalmannschaft
Amaro bestritt von September 2021 bis März 2022 insgesamt neun Spiele mit der portugiesischen U20-Auswahl. Im September 2022 debütierte er in der U21-Nationalmannschaft und nahm mit ihr im Sommer 2023 an der U21-Europameisterschaft teil. Während des Turniers bestritt er drei der vier Spiele, ehe die Mannschaft im Viertelfinale gegen England ausschied.